# Karl Peter Röhl
Karl Peter Röhl (Kiel, 12 de septiembre de 1890 – Kiel, 25 de noviembre de 1975) fue un pintor, diseñador y grabador alemán.

## Biografía
Se graduó en pintura en el año 1909, pero desde 1908 impartió clases en la Escuela de Artes y Oficios de Kiel, hasta el año 1911 en que se trasladó hasta Berlín. Hasta 1914 participó en diferentes exposiciones celebradas en distintas ciudades de Alemania, pero ese mismo año fue reclutado por el ejército para combatir en la Primera Guerra Mundial, lo cual le mantuvo alejado de su vocación hasta 1918.
En 1919 regresó a Kiel y a su llegada organizó, junto con Werner Lange y Friedrich Peter Drommer una exposición que agrupaba muestras de trabajo expresionista de artistas de Kiel. A continuación viajó hasta Weimar, donde se convirtió en estudiante de la Bauhaus, siendo alumno de Johannes Itten.
Entre 1921 y 1926 participó activamente en la Escuela de Arte de Weimar, entrando en contacto con Hans Arp, Theo van Doesburg, Werner Graeff, Walter Gropius, Paul Klee, El Lissitzky,  Hans Ritcher, Kurt Schwitters o Tristan Tzara, entre otros. Asimismo, participó en movimientos como De Stijl, el Dadá o los MA-ists.
En 1926 se trasladó hasta Frankfurt para impartir clases en la Escuela Städel, que abandonaría en 1942 tras ser tomada por el régimen nazi.
Tras la Segunda Guerra Mundial regresó a Kiel, donde se instaló como artista independiente. En 1996, su hija fundó en Weimar la Fundación Karl Peter Röhl.